# Gli occhi del testimone (film 1995)
Gli occhi del testimone (Mute Witness) è un film del 1995 diretto da Anthony Waller.
È stato presentato nella Settimana internazionale della critica al Festival di Cannes 1995.

## Trama
Una piccola troupe americana sta girando a Mosca un film del genere horror a costi contenuti. Billy (una giovane muta che lavora nel trucco) rimane una sera casualmente chiusa negli studi, grandissimi e tetri sotterranei dei tempi di Stalin, e crede di assistere - non sapendo che si tratta di riprese cinematografiche - a cruenti omicidi, vedendo scorrere del sangue e due figuri che circolano trascinando sacchi misteriosi. Terrorizzata, Billy, che si sente in pericolo, fa di tutto per occultarsi fra ferraglie e cianfrusaglie e non correre rischi. La notte per lei è orrenda: sua sorella Karen, che fa parte anche lei del set, ed il regista Andy sono lontani.
Nel frattempo due poliziotti intervengono mentre Karen e il suo amico finiscono coinvolti tra affanni ed equivoci. Il KGB ed altri malavitosi perquisiscono armi alla mano l'alloggio della muta (sono dei balordi travestiti da agenti che operano per un boss mafioso, chiamato "il Carnefice", interessato ad un certo dischetto di importanti informazioni, convinto che Billy ne sia venuta in possesso). Per conto di questi ed alla caccia del dischetto è poi entrato in azione un misterioso agente - Larsen - che in realtà è un poliziotto infiltrato nella organizzazione mafiosa e che protegge Billy con la sua rivoltella, facendo finta di spararle addosso, per evitare che la donna venga uccisa dai malavitosi.

## Riconoscimenti
- Noir in Festival 1995: Premio Mystery al miglior attore (Oleg Jankowskij), Premio del pubblico
- Festival internazionale del film fantastico di Gérardmer 1996: Premio della giuria